# Nhà lưới nông nghiệp

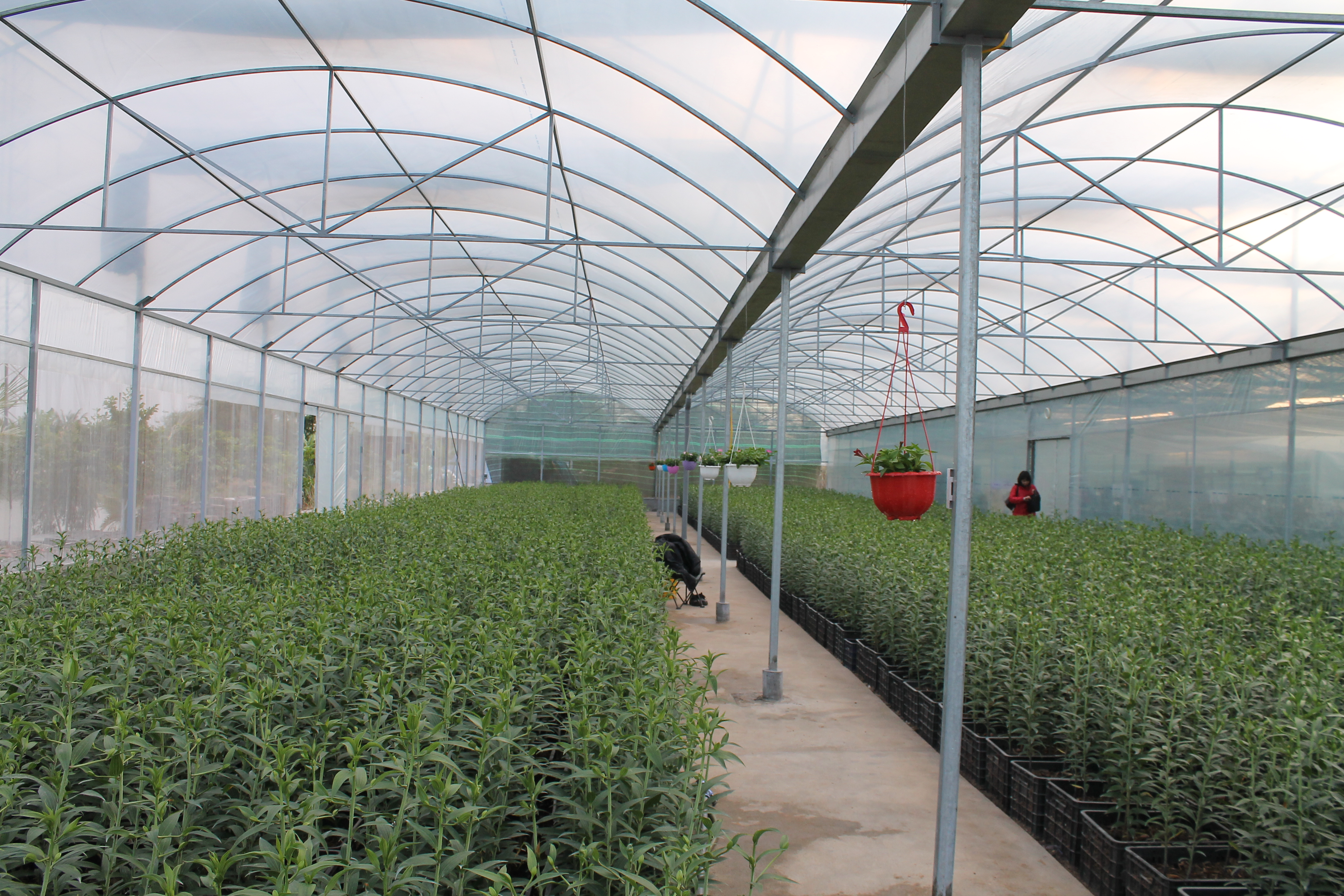
Trồng hoa trong nhà lưới kín

Nhà lưới nông nghiệp là một dạng nhà có cấu tạo bằng kết cấu khung và bao xung quanh bằng các loại lưới được dùng để sản xuất trồng trọt ở bên trong.

## Phân loại

### Nhà lưới kín
Toàn bộ mái, xung quanh nhà được phủ bằng lưới, cửa ra vào được căng phủ bằng lưới.
Khung nhà được làm bằng cột bê tông hoặc bằng khung sắt. Mái được thiết kế theo kiểu mái bằng hoặc mái nghiêng hai bên; có độ cao chỉ từ 2,0 - 3,9 m.
Diện tích mỗi nhà lưới có thể từ 500 - 1.000 m2 theo từng điều kiện canh tác.
Nhà lưới kín ngăn ngừa được côn trùng phá hoại và đẻ trứng, giảm tối đa lượng thuốc trừ sâu sử dụng, tăng độ an toàn cho nông sản, tăng thời vụ sản xuất, giảm xói mòn đất, giảm cường độ ánh sáng, trồng được rau trái vụ.
Do thông gió kém, nếu không có thiết bị thông gió, về mùa nắng, nhiệt độ trong nhà lưới cao hơn ở ngoài 1- 2oC sẽ ảnh hưởng đến sinh trưởng của cây.

### Nhà lưới hở

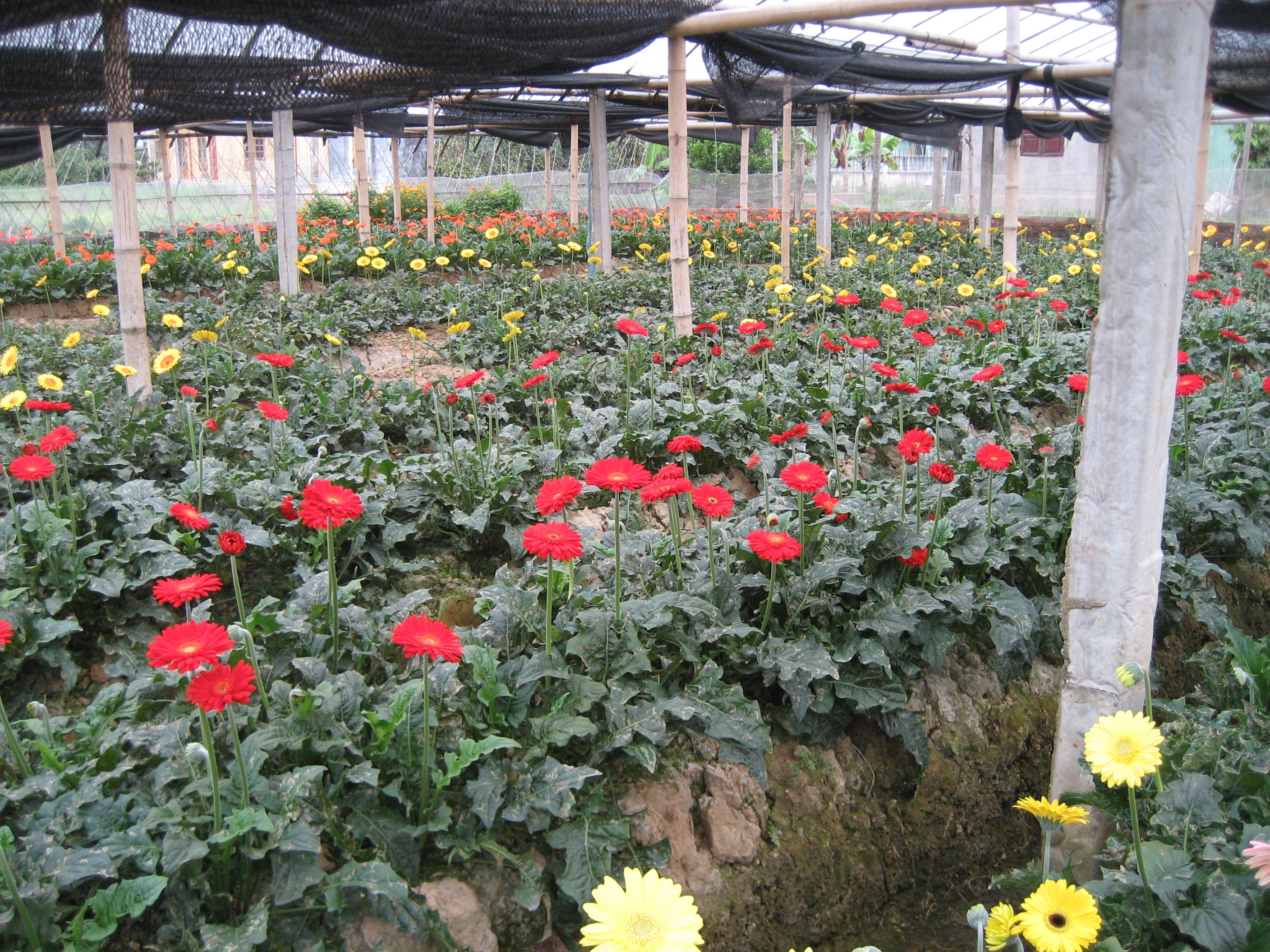
Nhà lưới đơn giản (nhà lưới hở)

Nhà lưới chỉ được che chủ yếu trên mái hoặc một phần bao xung quanh. Nhà thiết kế rất đơn giản với kiểu mái bằng, mái nghiêng hai bên.; khung nhà có thể làm bằng cột bê tông, khung sắt, khung gỗ, cây gỗ chống và căng dây kẽm, dây cáp để giữ lưới.
Sử dụng nhà lưới hở giúp giảm ánh sáng, hạn chế mưa xối trực tiếp, giảm sâu bệnh hại. Tuy nhiêm, không có tác dụng ngăn ngừa côn trùng.

Khum vòm nhà lưới

## Một số mẫu nhà lưới
Nhà lưới nông nghiệp Oxe có 03 mẫu thiết kế gồm Oxe 3.0, Oxe 4.2 và Oxe mini; được lắp đặt bằng ống thép mạ kẽm, các chi tiết lắp giáp chế tạo sẵn; bên ngoài phủ lưới chống côn trùng; bao gồm một hoặc nhiều mô đun nhà lưới ghép lại liên thông với nhau; sử dụng cho trồng rau, hoa tại các vùng sản xuất, vườn nhà, sân thượng ở nông thôn và đô thị.
Kết cấu nhà lưới gồm: khung vòm, móng, lưới chắn côn trùng, bạt chân, hệ thống chống bão, cửa ra vào và các chi tiết lắp giáp.